# Les Anarchistes de l'île de Ré
Les Anarchistes de l'île de Ré, plus précisément Les Anarchistes de l'île de Ré, Reclus, Barbotin, Perrier et Cie est un livre de Didier Jung retraçant l'histoire des trois anarchistes. 

## Présentation
Les Anarchistes de l'île de Ré retrace l'histoire de Élisée Reclus, son gendre William Barbotin, ainsi que Jules Perrier, un ex-communard, entre autres, qui se réunissaient épisodiquement sur l'île de Ré, au Café du Commerce à Ars-en-Ré, en France.

## Accueil critique
Lors de sa sortie en 2013, l'ouvrage reçoit le prix île de Ré, au salon du livre de l'île de Ré.